# 777 – Sect(s)
777 – Sect(s) – ósmy album francuskiej grupy blackmetalowej Blut Aus Nord i zarazem pierwsza część trylogii 777 (2011-2). Został wydany 18 kwietnia 2011 roku przez Debemur Morti.
Jak we wszystkich częściach trylogii (pozostałe to 777 – The Desanctification i 777 – Cosmosophy) utwory nazwane są Epitome i mają przyporządkowane kolejne numery porządkowe w cyfrach rzymskich. Album ma, w porównaniu do innych grupy, mocno rockowo-metalowy charakter; mniej na nim automatów perkusyjnych niż na pozostałych częściach trylogii. Teksty skupiają się na tematyce mistycznej, wykonywane są growlem w języku francuskim.
Płyta została uznana ex aequo z drugą częścią trylogii za najlepszy album metalowy roku przez Pitchfork Media i jeden z dwudziestu na liście wartych odnotowania albumów z 2011.

## Lista utworów
1. "Epitome I" – 7:57
2. "Epitome II" – 6:51
3. "Epitome III" – 4:52
4. "Epitome IV" – 11:52
5. "Epitome V" – 6:23
6. "Epitome VI" – 7:31